# هوهفروشن
هوهفروشن (به آلمانی: Höhfröschen) یک شهر در آلمان است که در زودوستپفالتس واقع شده‌است. هوهفروشن ۹۳۹ نفر جمعیت دارد.